# رعاسيات
الرعاسيات (الاسم العلمي Stomiidae)، فصيلة أسماك بحرية من رتبة فمويات الشكل. وهي أسماك صغيرة القد يرواح طولها من 15 إلى 26 سم. تعيش في أعماق البحار.